# Ziua Mamei
Ziua Mamei este o sărbătoare celebrată în cinstea mamei și a maternității.
În 1912, Anna Jarvis a creat Asociația Internațională Ziua Mamei și a realizat o marcă pentru frazele "A doua duminică din mai" și "Ziua mamei".. Ea a precizat în mod specific că „Mama” trebuie să fie „un posesiv singular, pentru ca fiecare familie să-și onoreze propria mamă, nu un posesor plural sărbătorind toate mamele din lume”. Aceasta este și ortografia utilizată de președintele S.U.A., Woodrow Wilson, în proclamarea sa prezidențială din 1914, de către Congresul S.U.A. în proiectele relevante și de către diferiți președinți americani în proclamațiile lor privind Ziua Mamei.

## Istoria sărbătorii
Onorarea mamei are o istorie lungă.
Din secolele XVII-XIX în Marea Britanie, a doua zi de duminică a Postului Mare a fost sărbătorită așa-numita «duminica mamei» (eng. Mothering Sunday), dedicată onorării mamei din toată țara.
În SUA, Ziua Mamei a fost pentru prima dată sprijinită public de celebrul pacificist american Julia Ward Howe în 1872. «Ziua Mamei», potrivit lui Julia Ward, este o zi pentru mamele care se unesc în lupta pentru pacea mondială. Conceptul de Julia Ward nu a găsit un sprijin amplu nici în Statele Unite, nici în alte țări.
În 1907, o americană, Anna Jarvis din Philadelphia, a luat inițiativa de a onora mamele în memoria mamei sale. Anna a scris scrisori instituțiilor statului, organelor legislative și persoanelor eminente, propunând să se dedice o zi pe an sărbătorirea mamei. În 1910, Virginia a recunoscut pentru prima dată Ziua Mamei ca o sărbătoare oficială. În 1914, președintele american Woodrow Wilson a declarat a doua duminică a lunii mai ca fiind o sărbătoare națională în cinstea tuturor mamelor americane.
În urma SUA, cea de-a doua duminică din mai a fost declarată zi de sărbătoare în 23 de țări (printre care: Arabia Saudită, Australia, Bahrain, Emiratele Arabe Unite, Estonia, Hong Kong, India, Malaysia, Mexic, Nicaragua, Oman, Pakistan, Qatar, Singapore, Ucraina), iar mai mult de alte treizeci sărbătoresc în alte zile.

## Sărbătorirea Zilei Mamei pe glob
Ziua mamei este, de regulă, sărbătorită pe mapamond anual în a doua duminică a lunii mai. Circa 70 de state ale lumii au așadar o dată comună pentru această sărbătoare: Australia, Africa de Sud, Austria, Belgia, Bulgaria, Brazilia, Canada, China, Germania, Grecia, India, Italia, Japonia, Mexic, Olanda, Elveția, Turcia, Ucraina, Statele Unite ale Americii, țările baltice, statele din America de Sud.
| Data | Țara |
| --- | --- |
| A doua duminică a lunii februarie                                                                                      | Norvegia |
| De ziua morții Henriettei Szold, pe data de 30 Șevat                                                                   | Israel |
| 3 martie | Georgia |
| 8 martie | Sărbătorirea Zilei Internațională a Femeii împreună cu Ziua Mamei: Afghanistan, Armenia, Azerbaidjan, Bosnia și Herzegovina, Bulgaria, Laos, Republica Moldova, Muntenegru, Serbia, Ucraina (și uneori România); Sărbătorirea Zilei Internațională a Femeii în loc de Ziua Mamei: Albania, Kazahstan, Macedonia de Nord, Rusia, Vietnam, Ucraina (și uneori România) |
| 21 martie (începutul primăverii)                                                                                       | Arabia Saudită, Bahrain, Egipt, Emiratele Arabe Unite, Iordania, Irak, Israel (doar arabii israelieni), Yemen, Kuwait, Liban, Libia, Oman, Siria, Sudan, Teritoriile palestiniene |
| A patra duminică a Postului Mare (2010: 14 martie; 2011: 3 aprilie; 2012: 18 martie; 2013: 10 martie; 2014: 30 martie) | Irlanda, Nigeria, Regatul Unit al Marii Britanii și al Irlandei de Nord |
| 25 martie (Buna Vestire)                                                                                               | Slovenia |
| 7 aprilie | Armenia |
| 24 aprilie +/- 5 Tage im Baisakh Amavasya (1. Monat Bengalischer Kalender)                                             | Nepal |
| Prima duminică a lunii mai                                                                                             | Angola, Republica Capului Verde, Lituania, Mozambic, Portugalia,România, Spania, Ungaria |
| 8 mai | Albania (Ziua părinților), Coreea de Sud (Ziua părinților) |
| 10 mai | El Salvador, Guatemala, Mexic |
| A doua duminică a lunii mai                                                                                            | Africa de Sud, Anguilla, Aruba, Australia, Austria, Bahamas, Bangladesh, Barbados, Belgia (fără regiunea Antwerpen), Belize, Bermuda, Bonaire, Brazilia, Brunei, Canada, Cehia, Cipru, Columbia, Croația, Cuba, Chile, China, Curaçao, Danemarca, Dominica, Ecuador, Elveția, Estonia, Etiopia, Fiji, Filipine, Finlanda, Germania, Ghana, Grecia, Grenada, Honduras, India, Islanda, Italia, Jamaica, Japonia, Letonia, Liechtenstein, Macau, Malaysia, Malta, Myanmar, Noua Zeelandă, Olanda, Pakistan, Papua Noua Guinee, Peru, Puerto Rico, Samoa, Sfânta Lucia, Sfântul Cristofor și Nevis, Sfântul Vincențiu și Grenadinele, Singapore, Sint Maarten, Slovacia, Sri Lanka, Statele Unite ale Americii, Suriname, Taiwan, Tanzania, Tonga, Trinidad și Tobago, Turcia, Uganda, Ucraina, Uruguay, Venezuela, Zambia, Zimbabwe |
| 15 mai | Paraguai |
| 26 mai | Polonia |
| 27 mai | Bolivia |
| 30 mai | Nicaragua |
| Ultima duminică a lunii mai                                                                                            | Algeria, Haiti, Maroc, Mauritius, Republica Dominicană, Suedia, Tunisia; Franța și Antilele Franceze (exceptând cazul când cade de Rusalii: atunci prima duminică din iunie) |
| 1 iunie | Mongolia (Ziua Mamei și Copilului) |
| A doua duminică a lunii iunie                                                                                          | Luxemburg |
| Ultima duminică a lunii iunie                                                                                          | Kenya |
| 12 august | Thailand (Ziua de naștere a reginei Sirikit) |
| 15 august (Adormirea Maicii Domnului)                                                                                  | Belgia (doar regiunea Antwerpen), Costa Rica |
| A doua zi de luni a lunii octombrie                                                                                    | Malawi |
| A treia duminică a lunii octombrie                                                                                     | Argentina |
| Ultima duminică a lunii noiembrie                                                                                      | Rusia |
| 8 decembrie | Panama |
| 22 decembrie | Indonezia |
| a 20-a zi a Dschumādā th-thāniya (Calendarul islamic)                                                                  | Iran (Ziua Mamei e totodată ziua de naștere a fiicei profetului Mohammed, Fatimah) |

Până în anul 2009, România era printre puținele state ale lumii care, în lipsa unei Zile a mamei, a marcat doar Ziua Femeii – 8 Martie, extinzându-i acesteia aria de semnificații. Astfel, această sărbătoare a femeilor de pretutindeni a ajuns la noi să aibă neoficial și statutul de zi a mamei, în lipsa unei sărbători distincte destinate mamei.

## Sărbătorirea în România
Ziua Mamei și Ziua Tatălui au fost legiferate ca sărbători în România începând cu anul 2010. Legea cu privire la aceste două sărbători a fost aprobată de Senatul României în luna iunie 2009 la o inițiativă a Alianței Antidiscriminare a Tuturor Tăticilor (TATA) și a unui grup de parlamentari români, printre care Ludovic Orban, Mircia Giurgiu și Liana Dumitrescu. Pe 29 septembrie 2009, legea a fost dezbătută și aprobată în Camera Deputaților și, în mai 2010, a fost sărbătorită oficial pentru prima dată în România. De atunci, Ziua Mamei se sărbătorește în România în prima duminică a lunii mai: Legea nr. 319/2009 pentru instituirea Zilei mamei și a Zilei tatălui, din 13 octombrie 2009,  publicată în M.Of. al României, Partea I nr. 694 din 15 octombrie 2009.

## Alte sărbători conexe
- Ziua Familiei
- Ziua Copilului
- Ziua Bătrânilor
- Ziua Tatălui
- Ziua Femeii
- Ziua Bărbatului